# Renault Twizy
De Renault Twizy is een elektrische auto van het merk Renault.
De Twizy heeft in de dagelijkse praktijk een actieradius van 50 – 80 km en een topsnelheid van 45 of 80 km/h, afhankelijk van de uitvoering. De 45km/h-uitvoering wordt door de Nederlandse wetgever gezien als brommobiel en mag dus bestuurd worden door personen van 16 jaar of ouder die in het bezit zijn van het rijbewijs AM.
De accu is in 3,5 uur op te laden via een stopcontact. Batterijen kunnen gehuurd of gekocht worden.
Er is een Twizy Cargo uitvoering leverbaar met een bagageruimte van 180 liter en een laadvermogen van 75 kg voor bezorgdiensten in de binnenstad. Deze uitvoering heeft maar één zitplaats tegenover de twee zitplaatsen in de reguliere Twizy.
De Twizy werd opgevolgd door de Mobilize Duo, geproduceerd door het mobiliteitsmerk Mobilize, onderdeel van Renault.